# بخش گراند رپیدز (وود کانتی، اوهایو)
بخش گراند رپیدز (به انگلیسی: Grand Rapids Township) یک منطقهٔ مسکونی در ایالات متحده آمریکا است که در شهرستان وود، اوهایو واقع شده‌است.
 بخش گراند رپیدز ۳۶٫۱ کیلومتر مربع مساحت و ۱٬۶۰۷ نفر جمعیت دارد و ۲۰۱ متر بالاتر از سطح دریا واقع شده‌است.